# Asun Balzola
Asunción Balzola Elorza (Bilbao, 18 de juliol de 1942 - Madrid, 22 de juny de 2006) va ser una il·lustradora, escriptora i traductora basca de formació autodidacta. El 1985 va guanyar el Premi Nacional d'Il·lustració.

## Biografia
Va començar la seva activitat en l'empresa Imprenta Industrial, iniciant-se en la il·lustració infantil amb l'Editorial Aguilar, el 1962.
Als 22 anys sofreix un accident de cotxe que la deixa invàlida i interromp la seva professió. Després d'anys de recuperació, es dedica en la seva faceta més coneguda: a escriure i il·lustrar llibres per a nens i joves.
Va viure una temporada a Itàlia, i en tornar a Espanya va decidir instal·lar-se a Madrid. A partir d'aquest moment, l'any 1976, es dedica completament a escriure i a dibuixar. Va il·lustrar, tant llibres de creació com llibres de text, treballant per a la major part de les editorials del país i per a diverses editorials europees i nord-americanes.
Va estudiar pintura i grafisme a l'Acadèmia de Belles Arts de Sant Fernando a Madrid, després de recuperar-se parcialment de l'accident. També va treballar en els camps de la publicitat i en el disseny gràfic.
El 1978, amb Historias de un Erizo, va començar a publicar també textos. En els 80 va ser la primera presidenta de l'Associació d'Il·lustradors de Madrid (APIM).
En el seu afany per ampliar les mires creatives publica Txoriburu - Cabeza de chorlito, on fa memòria dels seus primers anys de vida i en el qual inclou un disc en què ella mateixa interpreta una desena de cançons infantils, amb arranjaments electrònics i acompanyada de guitarra, publicat per Edicions Destino i presentat a l'Hotel Igeretxe de Getxo de la mà de l'Aula de Cultura, el 1999.
El gener de 2001 va tornar a assumir la Presidència de l'Associació d'Il·lustradors de Madrid. El 2002 va ser nomenada presidenta d'honor, al costat d'Antonio Fraguas "Forges", de l'Associació d'Il·lustradors de Madrid (APIM). Aquest mateix any presenta el llibre Desde mis ruedas.
El seu arxiu i biblioteca personal va ser llegat, de manera pòstuma, a la Biblioteca Central Infantil i el Centre de Documentació del Llibre Infantil.
El seu estil d'il·lustració es caracteritza, en la seva variant més coneguda, per l'ús de taques de color (amb freqüència, aquarel·la) i contorns gruixuts.

## Il·lustracions
- Las noches del gato verde. Textos d'Elizabeth Mulder. Anaya. 1962.
- Cancionero infantil universal. Bonifacio Gil. Aguilar. 1965. Premi Lazarillo.
- Platero i yo. Juan Ramón Jiménez. Bruguera. 1980.
- Zuecos y naranjas. Montserrat del Amo. La Galera. 1981.
- La bruja doña Paz. Antoniorrobles. Miñón. 1981.
- Txitoen istorioa. Bernardo Atxaga. Premio Poma d'Or de la biennal de Bratislava. 1985.
- La cacería. Bernardo Atxaga. Altea. 1986.
- Celia en la revolución. Elena Fortún. Aguilar.1987.
- Un montón de unicornios. Ana María Machado. SM. 1990.
- Papá ya no vive con nosotros. Manuel Alonso. SM. 1992.
- Poemas para la pupila. Juan Cruz Iguerabide. Hiperión. 1995.
- El primer gigante. Teresa Durán. La Galera. 1995
- Cuando los gatos se sienten tan solos. Mariasun Landa. Anaya. 1997
- El niño dibuja la noche. Scott Foresman. 1999
- Desde mis ruedas. Alberdania. 2002.
- El efecto Guggenheim Bilbao.

## Textos i il·lustracions de l'autora
- Història d'un eriçó. Miñón. 1978. Premi Nacional d'il·lustració.
- Santino el pastisser. Destinació. 1986.
- Ala de mosca. Pirene. 1989.
- Munia y la luna (1). Los zapatos de Munia. Munia y la señora Piltronera (2). Munia y los hallazgos. Destino. 1980-1990. (1) Premi Apel·les Mestres 1980. (2) Premi Nacional d'il·lustració 1985.
- La caçadora d'Indiana Jones. SM. 1987.

## Publicacions per a adults
- Txoriburu. Cabeza de chorlito, memòries dels primers anys de la seva vida.
- Partido de dobles.

## Premis i guardons
- 1965 Premi Lazarillo per Cancionero infantil universal,
- 1978 Premi Nacional de Literatura Infantil, 2n. Premi a la Millor Labor d'Il·lustració per Historia de un erizo
- 1985 Premi Nacional d'Il·lustració per Munia y la señora Pitronera.
- 1988 Premi de la Generalitat de Catalunya
- 1988 Serra D'or Award of the Critics
- 1991 Premi Euskadi i el de la Fundació SM al millor text i il·lustracions
- 1996 Premi al millor llibre il·lustrat del Salón del llibre infantil en basc en Zarautz